# Mikołaj Korycki
Mikołaj Korycki (zm. 1553) – podsędek bielski, starosta brański, sędzia ziemski bielski.
Ród Mikołaja Koryckiego – Koryccy herbu Ciołek – wywodził się z Korytnicy w województwie sandomierskim z ziemi stężyckiej.
2 czerwca 1531 Zygmunt Stary uczynił go podsędkiem bielskim. Karierę polityczną zawdzięczał Bonie, był wiernym i posłusznym urzędnikiem, ale również powiązaniom rodzinnym. Jego żoną była Elżbieta Uchańska, rodzona siostra Jakuba Uchańskiego – prymasa Polski, Arnolfa – wojewody płockiego, Tomasza – łowczego bełskiego i Aleksandry z Uchańskich – księżnej Poryckiej. W latach 1533-1540 Mikołaj Korycki był starostą brańskim, w 1537-1553 został sędzią bielskim.
Nabywał ziemię w okolicy Brańska. W 1533 król nadał mu grunty nad rzeką Niewodnicą. W Niewodnicy wybudował swoją siedzibę dworską na wzgórzu, w miejscu gdzie obecnie jest stacja kolejowa.
Zmarł w roku 1553, pozostawiając niepełnoletnie dzieci: Andrzeja, Annę, Katarzynę i Elżbietę.